# Нововяткіно
Нововя́ткіно (рос. Нововяткино) — село у складі Вікуловського району Тюменської області, Росія.
Населення — 411 осіб (2010, 442 у 2002).
Національний склад станом на 2002 рік:
- росіяни — 96 %